# The Berzerker
The Berzerker — австралийская музыкальная группа, сперва игравшая музыку в стилях габбер и спидкор, позднее перешедшая на индастриал-дэтграйнд. Возникла в 1995 году в Мельбурне.

## История
The Berzerker впервые привлёк внимание мирового метал-сообщества ремиксами песен Deicide и Morbid Angel. Проект в то время состоял из одного Люка Кенни и выпускал исключительно электронную спидкор-музыку под псевдонимами The Berzerker и Kenny Gee. Выпустившись на таких электронных лейблах, как Industrial Strength и Shockwave, Люк Кенни подписал контракт с Earache Records, который в середине 90-х стал уделять небольшое внимание электронному хардкор-техно (лейбл выпускал альбомы Johnny Violent и Delta 9). Ранее Люк был барабанщиком в различных мельбурнских группах, но после автокатастрофы перестал играть (что и привело его к компьютерной музыке). Во время записи первого альбома с одноимённым названием в группе появились Сэм Бин, Джейсон и Эд Ласей. Альбом получил хорошие отзывы в музыкальных журналах (Обзоры на официальном сайте The Berzerker). Маски музыкантов и живые выступления принесли группе известность. Были выпущены видео на песни «Reality» и «Forever». В 2001—2003 годах группа много выступала с такими коллективами, как Dying Fetus, Gorguts, Skinless. В это время в группе произошли перестановки. Появился новый барабанщик Гэри Томас и гитарист Мэтт Уитлок. В обновлённом составе в 2002 году был выпущен альбом «Dissimulate».В 2004 году группа выпустила DVD «The Principles And Practices Of The Berzerker», который включал в себя видеозаписи выступлений, репетиций и закулисные съёмки. На этом видео группа впервые появляется без масок. На Earache Records также были записаны альбомы «World of Lies» (2005) и «Animosity» (2007).В 2008 году The Berzerker открывают собственный лейбл Berzerker Industries, на котором музыканты выпускают пятый альбом «The Reawakening» (2008).
В 2009 году группа решает прекратить деятельность. The Berzerker покинули сцену, когда в результате небольших разногласий и простой усталости от музыки все участники разошлись, кто куда. Так, например, ударник Тодд Хансен переехал жить в Канаду, гитарист Эд Лэйси стал юристом, второй гитарист Тим Элдридж перестал играть в группах, басист Дамьен Палмер же организовал собственную группу в жанре металкор. Вокалист группы, Люк, ударился в гламурную фотографию. Вот, что он говорит по поводу своей новой сферы деятельности:Цитата (Luke Kenny): "За четырнадцать лет музыкальная индустрия высосала мою страсть к экстремальной музыке до капли. На сцене я ощущал себя опустошённым и, в конце концов, я не лучший кандидат на популярность. Мы сыграли последний концерт в Мельбурне на Хэллоуин, и всё было потрясно! Отличная публика, отличное шоу, отличные отзывы! Вскоре после этого я переместился в более тёплый климат и начал свою карьеру фотографа, снимая девочек в купальниках. Вскоре я начал работать на FashionTV, а потом основал собственный журнал для iPhone и iPad - Evokke. Главная разница между The Berzerker и Evokke в том, что теперь я провожу время с красивыми женщинами, а не потными мужиками."
Согласно официальной странице группы в Facebook, новый альбом The Berzerker выйдет в марте 2020.

## Состав

### Нынешние участники
- Люк Кенни — вокал, драм программирование, синтезатор (1995—2010, 2019—наши дни)
- Эд Ласей — гитара (1999-2010, 2019—наши дни)
- Мэтт Уилкок — гитара (2002—2007, 2019—наши дни)
- Сэм Бин — гитара, бас-гитара, вокал (1999—2007, 2019—наши дни)
- Джейсон В. — гитара (1999-2007, 2019—наши дни)

### Бывшие участники
- Патрик Бодуан — гитара (1998—1999)
- Крис Валагао — вокал (1998—1999)
- Мэттью Рэковалис — ударные (2000-2001)
- Гэри Томас — ударные (2002-2003)
- Филлип Резерфорд — ударные (2003)
- Адриан Науди — гитара (2005)
- Дэйв Грэй — ударные (2006—2007)
- Тодд Хансен — ударные (2007—2010)
- Дамьен Палмер — бас-гитара (2007—2010)
- Мартин Бермхеден — гитара (2008—2010)
- Тим Элдридж — гитара (2008—2010)

## Дискография

### Студийные альбомы
- The Berzerker (2000)
- Dissimulate (2002)
- World of Lies (2005)
- Animosity (2007)
- The Reawakening (2008)

### Демо
- Demo 1998 (2000)

### Концертные альбомы
- The Berzerker - Live in London (2010)

### Мини-альбомы (EP)
- Archie Campbell (1995)
- No? (1996)
- Full of Hate (1996)
- Inextricable Zenith (1998)
- Broken (2000)
- Animosity EP (2006)
- The Reawakening EP (2008)

### Видео-альбомы
- The Principles And Practices Of The Berzerker (2004)

### Видеоклипы
- Reality
- Forever
- No One Wins
- All About You
- Internal Examination
- All The Things She Said (T.A.T.U. Cover)